# Vincenzo De Falco
Vincenzo de Falco (Napoli, 16 febbraio 1960) è uno scrittore, regista e drammaturgo italiano.

## Biografia
Figlio d'arte (il padre era Renato De Falco, scrittore e filologo), laureato in legge, alterna la professione di avvocato con quella di scrittore di romanzi e opere teatrali e di regista.
Nel 1995 vince il Premio Tedeschi con il romanzo Rossi come lei, scritto in coppia con Diana Lama, pubblicato successivamente nella collana Il Giallo Mondadori.
Tra il 2000 e il 2015 scrive, adatta o dirige oltre trentacinque rappresentazioni teatrali.
Nella stagione 2005/2006 lo spettacolo Ladridisogni, scritto in coppia con Peppe Celentano, risulta il più visto d'Italia nella categoria "spettacoli per le scuole" e vince il Premio Girulà 2006 per il miglior progetto educativo di teatro per i ragazzi.

## Opere

### Libri
- Fiabolario, ed. Colonnese 1990
- Rossi come lei (con Diana Lama), Giallo Mondadori n. 2445, 1995
- Nell'Ombra (con Diana Lama), ed. Lo stagno incantato 1999
- Una Vita Spezzata, Giallo Mondadori n. 2685, 2000
- Tote Nymphe (ed. tedesca di "Rossi come lei"), ed. S. Fischer Verlag 2004
- Tod Im Glashaus (ed. tedesca di "Nell'ombra"), ed. S. Fischer Verlag 2006
- Di Cornacchie e di Passere, in "Giallolatino 2011", ed. Ego 2011

### Teatro
- 2001 Orient Express[2] di Agatha Christie (adattamento, regia, dialoghi e testi originali aggiuntivi), Teatro Il Pozzo e il Pendolo, Napoli
- 2002 Jekyll & Hyde - Un'anima divisa in tre[3] (Con Peppe Celentano), Teatro Spazio Libero, Napoli
- 2002 Delitto Prefetto, Festival del Giallo, Bassiano (LT)
- 2003 Leggere attentamente le avvertenze[4] (con Peppe Celentano), Teatro Bellini, Napoli
- 2004 La Poltrona numero trenta[5] di Ellery Queen (adattamento, regia e testi originali aggiuntivi), Teatro Il Primo, Napoli
- 2004 Venom Ultimo Atto di Rudolf Sirera (adattamento, regia e testi originali aggiuntivi), (con Peppe Celentano), Palazzo Doria D'Angri, Napoli
- 2004 Testimone d'accusa[6] di Agatha Christie (adattamento, regia e testi originali aggiuntivi), (con Peppe Celentano), Teatro TAM, Napoli
- 2005 LADRIDISOGNI[7] (con Peppe Celentano), Teatro Diana, Napoli
- 2007 Mai più fango[8], Teatro Diana, Napoli
- 2009 Pinocchio[9] di Collodi (adattamento, regia e testi originali aggiuntivi), (con Peppe Celentano), Teatro Diana, Napoli
- 2011 Trappola per un uomo solo[10][11], di Robert Thomas (adattamento, regia e testi originali aggiuntivi), Teatro Spazio Libero, Napoli
- 2015 Trappola per Topi[12] di Agatha Christie (adattamento, regia e testi originali aggiuntivi), Pio Monte della Misericordia, Napoli
- 2016 LADRIDISOGNI (con Peppe Celentano), Versione riveduta ed ampliata, interpretata da Antonio Casagrande, Teatro Diana, Napoli
- 2019 L'Uomo, la Bestia, la Virtù in napoletano da Luigi Pirandello (traduzione, adattamento, regia e testi originali aggiuntivi), Teatro Immacolata, Napoli

## Riconoscimenti
- 1995 – Premio Tedeschi con Rossi come lei (scritto con Diana Lama)
- 2000 – Secondo classificato al Premio Gran Giallo Città di Cattolica
- 2006 – Premio Girulà[13] per lo spettacolo teatrale LADRIDISOGNI (scritto con Peppe Celentano)
- 2007 – Premio Giancarlo Siani 2007 (menzione speciale) per lo spettacolo teatrale LADRIDISOGNI (scritto con Peppe Celentano)
- 2011 – Premio Giallolatino[14] per il racconto giallo "Di cornacchie e di passere"[15]